# Mittelmeer-Putzergarnele

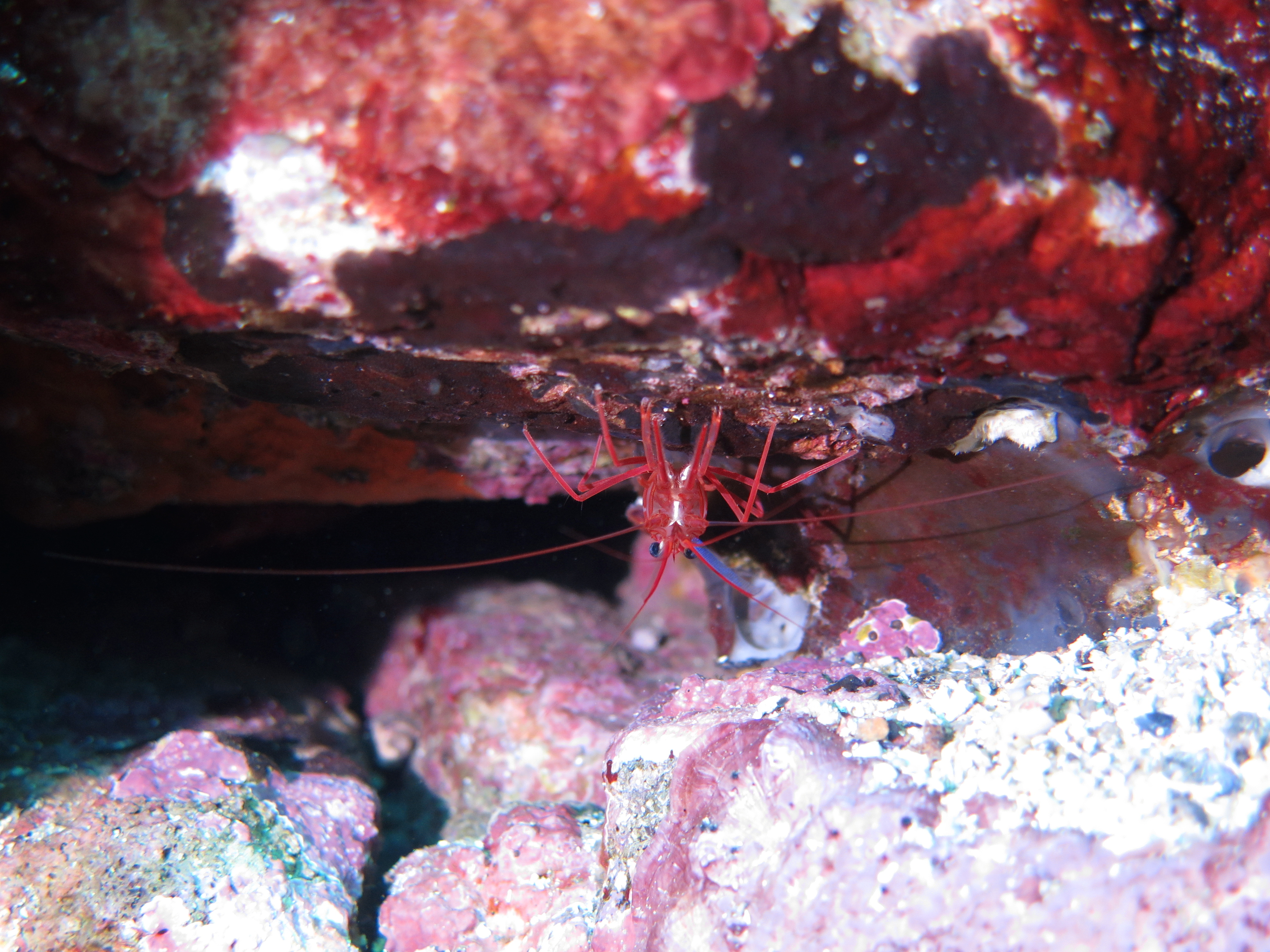
Mittelmeer-Putzergarnele in Frontalansicht

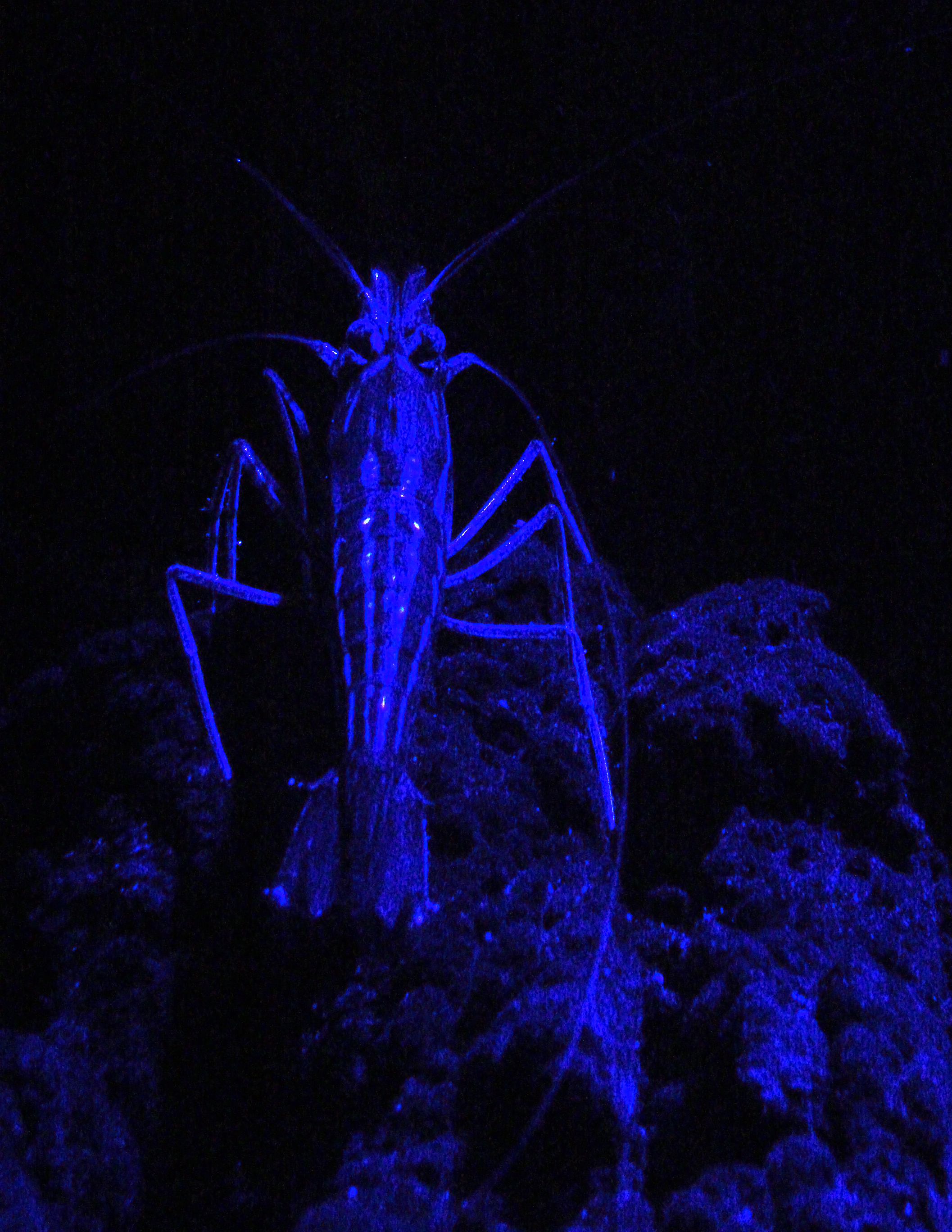
Exemplar unter Schwarzlicht

Die Mittelmeer-Putzergarnele (Lysmata seticaudata), auch Rote Garnele oder Borstenschwanz-Putzergarnele genannt, ist eine Art der Putzergarnelen und im Mittelmeer sowie dem östlichen Atlantischen Ozean beheimatet.

## Merkmale
Die Tiere erreichen eine Länge von 30 bis 40 mm, in Ausnahmefällen bis zu 67 mm. Der Körper der Tiere weist schmale rote (leuchtend rote bis karminrote) Längsstreifen auf, die sich mit blass gefärbten Längsbändern etwa gleicher Breite abwechseln. Die Beine und Körperanhänge sind ebenfalls rot gefärbt, die Antennen lang.
Wichtig für die Bestimmung der Arten in der Gattung Lysmata sind folgende Merkmale: Bei Lysmata seticaudata besitzen die ersten Antennen eine Geißel, die sich nach etwa 20 bis 38 Gliedern in zwei getrennte Geißeln aufspaltet, der gemeinsame Stamm besitzt zudem eine akzessorische Nebengeißel von etwa 8 bis 15 Gliedern, die etwa  die 0,4fache Länge dieses Stamms aufweist. Das zweite Glied des Endopoditen des Spaltbeins (ein Exopodit fehlt den Arten der Gattung), Merus genannt, trägt am dritten Pereiopoden immer drei Dornen. Das Rostrum (der spitze Kopffortsatz am Carapax) ist relativ kurz, es erreicht den Grund bis etwa die Mitte des dritten Glieds des Antennenstamms.
Von der im selben Lebensraum vorkommenden Lysmata ovaloi ist die Art so zu unterscheiden. Bei Lysmata ovaloi überragt der Stylocerit (ein spitzer Fortsatz am basalen Glied der ersten Antennen, typisch für die Garnelen) nicht das basale Glied der Antennenbasis, deren dorsolaterale (seitlich oben liegendes) Geißel besitzt keine Nebengeißel. Außerdem ist bei dieser Art die rote Längsbänderung durch ein quer verlaufendes Bändermuster überlagert.

## Verbreitung und Lebensraum
Die Art ist vor allem im Mittelmeer verbreitet, kommt aber auch im Schwarzen Meer und entlang der portugiesischen, spanischen und französischen Atlantikküste vor, nördlich bis nach Großbritannien im westlichen Ärmelkanal, südlich an der marokkanischen Atlantikküste und in den Küstengewässern der Kanarischen Inseln, der Azoren und Madeira. Entgegen früherer irrtümlicher Angaben fehlt sie aber bei Ascension und überall südlich der Kanaren. Im Mittelmeer ist die Art vor allem von den europäischen Küstengebieten vom westlichen Griechenland bis Spanien bekannt. Darüber hinaus gibt es aber auch bekannte Vorkommen an den Küsten der Türkei, von Israel, Ägypten, Tunesien, Algerien und Marokko.
Die Tiere finden sich im Uferbereich (litoral), von der Gezeitenzone bis in etwa 60 Meter Wassertiefe. Sie leben meist auf Hartsubstrat, wo sie sich in Spalten und Höhlen verstecken, kommen aber gelegentlich auch zwischen den Rhizomen des Neptungrases (Posidonia oceanica) auf Weichsubtrat vor, oft vergesellschaftet mit der Mittelmeer-Muräne (Muraena helena) oder dem Meeraal (Conger conger), die sie, als typische Putzergarnele, von Parasiten befreit (Putzsymbiose). Manchmal trifft man sie auch vergesellschaftet mit der Seeanemone Telmatactis cricoides an.

## Fortpflanzung
Die Art ist wie viele der Gattung ein protandrischer simultaner Zwitter, das heißt, Tiere können bei der Paarung sowohl als Männchen wie als Weibchen fungieren, sind aber als Jungtiere zunächst rein männlich, wenn sie die Geschlechtsreife erreichen. Eiertragende Weibchen finden sich in spanischen Gewässern von Mai bis Juli und im September. Die Art entwickelt sich vom Ei zum geschlechtsreifen Tier über zehn Larvenstadien, die neun ersten eine Zoea, gefolgt von einer Megalopa. Die erste Zoea ist gut drei Millimeter lang, die neunte etwa 6,4 bis 6,8 Millimeter.

## Haltung und Nutzung
Eine Haltung im Aquarium ist möglich. Dabei lassen sich die Tiere auch an die Temperaturen tropischer Meerwasseraquarien gewöhnen, obwohl sie in freier Natur in subtropischen Gewässern vorkommen. Als Nahrung werden Detritus, Zooplankton und kleine Tieren, inklusive Seeanemonen wie Glasrosen, gefressen. Die Garnele wird in der Fischerei als Beifang, etwa mit Grundschleppnetzen, gefischt und ist etwa an der ligurischen Küste gelegentlich auf Fischmärkten angeboten worden. In den meisten Ländern wird sie aber nicht fischereilich genutzt, sondern nur gelegentlich als Köder verwendet.

## Taxonomie
Die Art wurde 1816 von Joseph Antoine Risso unter dem Namen Melicerta seticaudata erstbeschrieben. Weitere Synonyme lauten Aglaope streiata Rafinesque 1814, Aglaope striata Rafinesque 1814, Palaemon cognetii Risso 1816, Palemon cognetii Risso 1816, Alphaeus cougneti Risso 1827, Lysmata aberrans Czerniavsky 1884 und Miersia clavigera Chun 1888.

### Weitere Arten
Im Verbreitungsgebiet von Lysmata seticaudata leben noch eine Reihe weiterer Arten der Gattung. Im südlichen atlantischen Teil des Verbreitungsgebietes findet sich Lysmata grabhami (Gordon, 1935), im westlichen Mittelmeer Lysmata nilita Dohrn & Holthuis, 1950, im Atlantik Lysmata olavoi Fransen, 1991 und ebenfalls im Atlantik Lysmata uncicornis Holthuis & Maurin, 1952. Alle Arten lassen sich äußerlich von Lysmata seticaudata unterscheiden.